# Principado de Neuchâtel
El Principado de Neuchâtel y Valengin fue un principado perteneciente al Sacro Imperio Romano Germánico que corresponde a grandes rasgos a lo que actualmente se conoce como el cantón de Neuchâtel, en Suiza.

## Historia

### Formación y crisis dinásticas

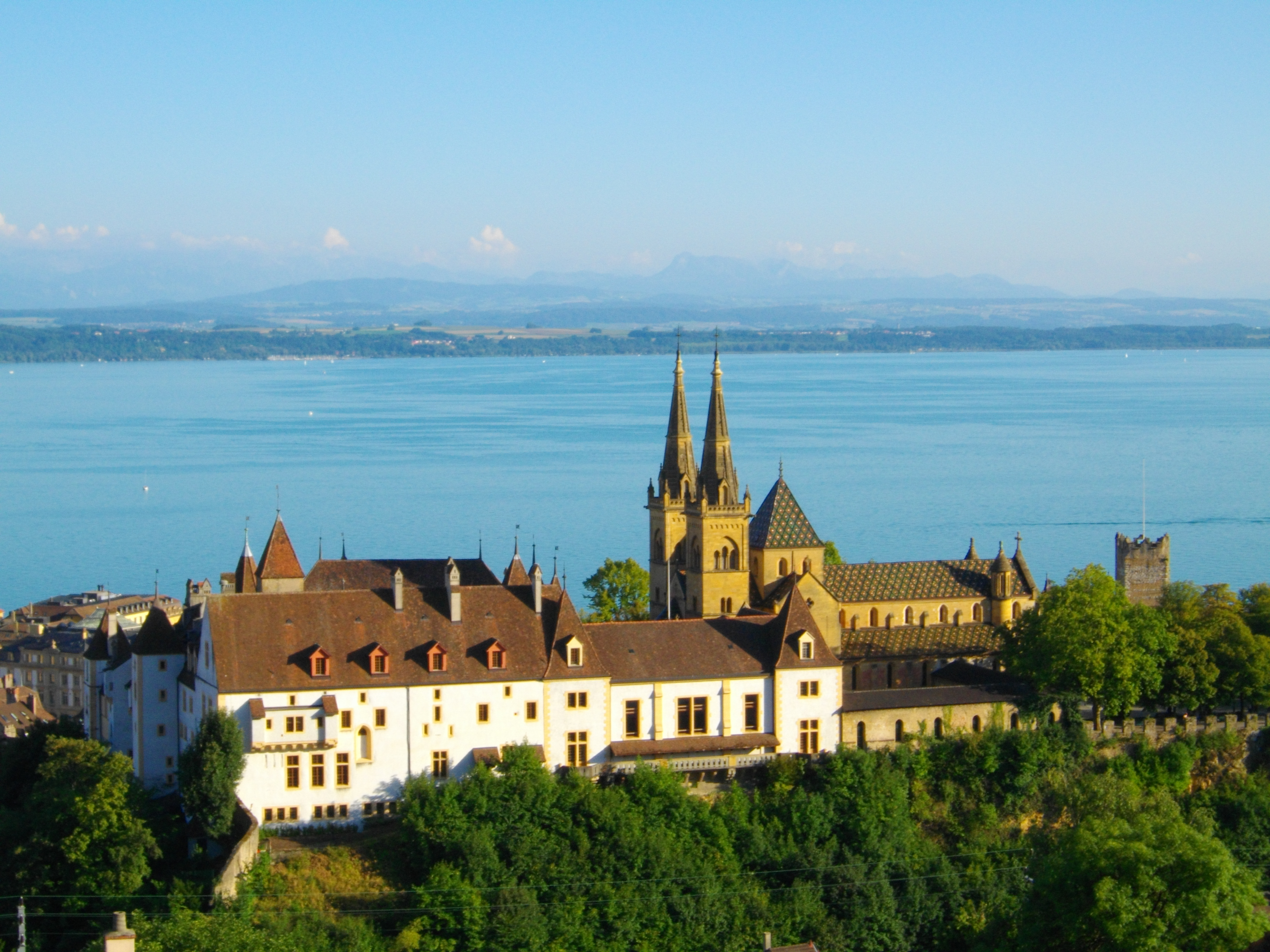
El actual castillo de Neuchâtel, que le dio el nombre a la ciudad.

Los orígenes del Principado se remontan a la época del rey Rodolfo III de Borgoña. En 1011 se habla de la construcción de un “nuevo castillo” (novum castellum en latín y de donde surgiría el nombre en francés) situado “idealmente a lo alto de una colina” sobre la planicie y el lago. Tras su muerte en 1032, se menciona por primera vez a Neuchâtel entre sus posesiones. Tras fallecer sin herederos, Conrado II reclamó la sucesión e incorporó los antiguos territorios del reino al Sacro Imperio Romano Germánico, incluyendo Neuchâtel.
En 1034, el conde Ulrico de Fenis reclama el territorio y lo convierte en el Condado de Neuchâtel. Existen dos hipótesis respecto al origen y confirmación de esta adquisición: la primera habla de una donación de parte de Conrado II por el apoyo de Ulrico en su guerra contro Otón de Vermandois, mientras una segunda sería gracias a la influencia de su hermano Burcardo de Asuel, quien fue un asesor cercano del antiguo emperador Enrique II y luego se convertiría en príncipe-obispo de Basilea. Lo único claro es que Conrado confió el territorio a Ulrico para que detuviera el avance de Rodolfo III de Borgoña, aliado de Otón, y que intentó reconquistar varias veces las tierras. En 1046, la donación del condado fue confirmada por el emperador Enrique III el Negro.
Entre sus primeras obras, está la reconstrucción de la ciudad de Neuchâtel, que había sido arrasada en 1033 por una batalla entre las tropas de Otón y Conrado II. El nuevo condado estaba escasamente poblado, por lo que Ulrico I siguió gobernando desde Erlach. En los años siguientes, el condado comenzó a desarrollarse exitosamente y expandirse. Ya en 1374 todas las tierras que forman el actual cantón del mismo nombre habían sido incorporadas al condado. 
En 1395, la condesa Isabel falleció sin herederos, acabando con la dinastía Neuchâtel originada por Ulrico. En su testamento nombró como sucesor a Conrado IV de Friburgo. En este período, comenzaron a afianzarse las relaciones con los estados cercanos que comenzaban a conformar la antigua Confederación Suiza: primero, con la unión personal con el condado de Friburgo y luego, con el pacto de alianza con Berna, uno de los más poderosos cantones de la región, firmado en 1406.
El hijo de Conrado IV, Juan, no logró producir herederos lo que generaría una crisis a su muerte en 1457. La posesión del condado fue disputada por el príncipe de Orange Luis II (hermano de la esposa de Juan) y Rodolfo Hochberg de Baden, pariente de Juan. Este último logró imponerse como nuevo conde de Neuchâtel. Su hijo, Felipe Hochberg se casó con María, nieta de Luis XI de Francia, lo que permitió lograr una importante alianza con dicho reino y asegurar la paz durante varios años.

### Bajo los Orleans-Longueville

Escudo de la Casa de Orleans-Longueville.

A la muerte de Felipe en 1504, asumió como conde el esposo de su hija Juana, Luis I de Orleans-Longueville. Neuchâtel entró así en unión dinástica con el condado francés de Longueville bajo el dominio de una rama bastarda de la casa real de dicho país (originada por Juan de Dunois). Esto agotó la paciencia de los cantones aliados suizos, que estaban en guerra con Francia. En 1506, la Confederación invadió y ocupó Neuchâtel bajo la dirección de Berna. Luis I falleció en 1516, siendo sucedido en la corona por Juana. En 1529, la Confederación se retiró del condado y, aunque esta ejercería fuerte influencia en Neuchâtel durante las siguientes décadas, formalmente continuaría la protección francesa. 
Juana pudo administrar el país hasta su muerte, tras la cual fue sucedida por su nieto, Francisco III, a los 8 años de edad. Los siguientes sucesores, todos de corta edad y súbito fallecimiento, generaron una serie de crisis dinásticas y regencias. El 7 de diciembre de 1584, el cercano Señorío de Valangin (que había sido gobernado por una rama de la Casa de los Neuchâtel por siglos y estaba en un fuerte conflicto sucesorio) debió jurar lealtad a María II de Saint-Pol, regente de Neuchâtel, siendo incorporado definitivamente al condado.

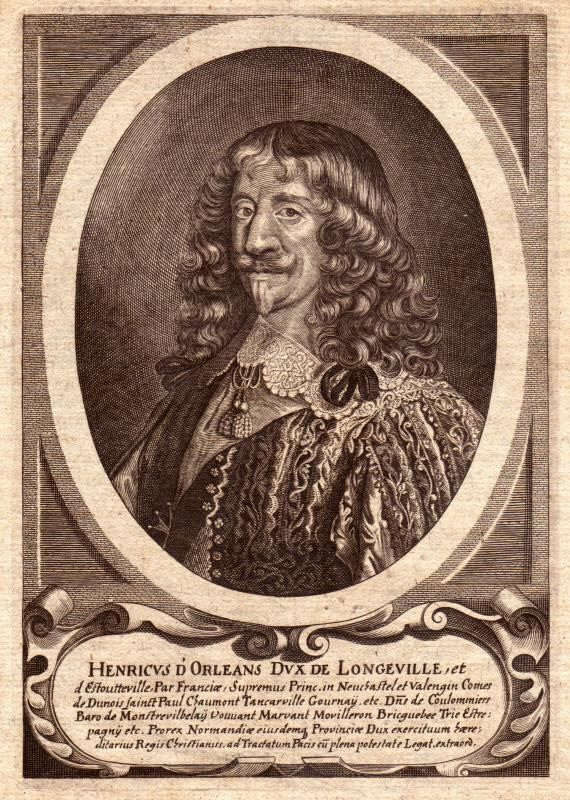
Enrique II de Orleans-Longueville

Recién con el reinado de Enrique II se pudo afianzar la dinastía: en 1601 asumió con apenas 1 año de edad y, tras una regencia de su madre y su abuela, logró gobernar como conde en 1617. Enrique II mantuvo gran influencia en las políticas continentales, siendo gobernador de las tierras francesas de Picardía y Normandía, figura de la época de la Fronda y uno de los principales negociadores de la Paz de Westfalia, en 1648. En dicho pacto, se garantizó la independencia formal de la Confederación Suiza (con quien Neuchâtel aún mantenía fuertes relaciones) respecto al Sacro Imperio y elevó el rango del Condado al de Principado. La Reforma Protestante, que fue introducida por el predicador francés Guillaume Farel en 1530, fue permitida oficialmente durante el reinado de Enrique II; la nueva religión de los habitantes de Neuchâtel los acercaría más a los condados vecinos de Suiza y los territorios alemanes que a la católica Francia.
Al morir Enrique II en 1663, los problemas sucesorios continuaron. Sus sucesores masculinos (provenientes de su segundo matrimonio con Ana Genoveva de Borbón-Condé) carecían de la mayoría de edad, por lo que su madre actuó de regenta. Esto fue rechazado por su hija mayor María de Neumors (nacida de su primer matrimonio), pero el Tribunal de los Tres Estados otorgó la tutela a Ana Genoveva. Ya que el hijo mayor Juan Luis Carlos tenía problemas mentales, asumió su hermano Carlos París como príncipe al cumplir los 18 años en 1668, pero moriría pocos años después. Juan Luis Carlos asumió en 1674 como rey, pero bajo la tutela de Ana Genoveva hasta su muerte en 1679. Al morir ella, María nuevamente intentó ser regenta, lo que fue confrontado por el príncipe Luis II de Borbón-Condé, hermano de Ana Genoveva. Al morir Juan Luis Carlos en 1694, dejó la corona en su testamento a Francisco Luis, sobrino de Luis II. Ante una denuncia de María, el Tribunal de los Tres Estados falló a favor de Francisco Luis; sin embargo, María logró generar apoyo por parte del pueblo de Neuchâtel, que estaban temerosos a una anexión formal francesa durante el gobierno del príncipe Conti. Francisco Luis finalmente desistió de su pretensión y María logró imponer su dominio hasta su muerte, en 1707.

### Gobierno prusiano y dominación napoleónica

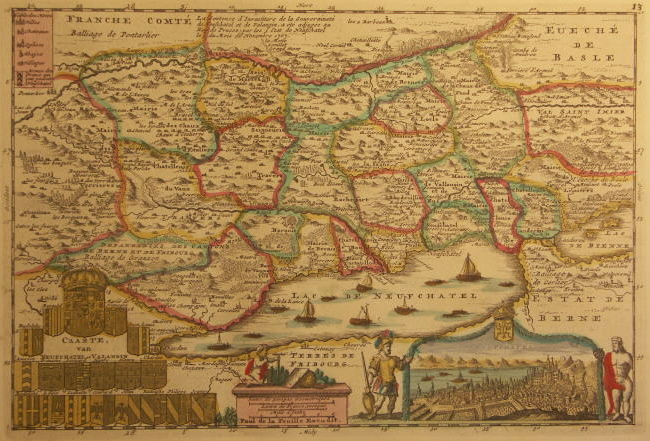
Mapa de Neuchâtel en 1737, durante el gobierno prusiano.

La muerte de María generó un nuevo vacío dinástico. Con el fin de reavivar todos los problemas que habían tenido décadas anteriores, el Consejo de Estado de Neuchâtel decidió elegir una nueva dinastía. Con el fin de alejarse de la influencia francesa, mantener un importante nivel de autonomía y eliminar la presión que había existido sobre los protestantes, la corona fue entregada al rey Federico I de Prusia. Así, la casa Hohenzollern, con sede en Berlín y de religión protestante, reinaría bajo unión personal el principado de Neuchâtel. Debido a la distancia, el rey prusiano eligió un gobernador que actuaría en su nombre en el territorio, manteniendo en gran parte las instituciones propias del principado.

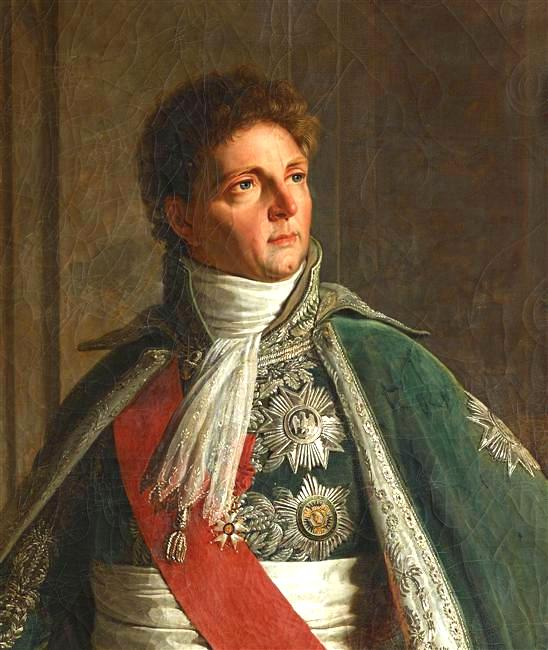
Louis Alexandre Berthier, Jefe Mayor del Ejército francés fue nombrado Príncipe de Neuchâtel por Napoleón.

El gobierno prusiano duró sin interrupciones por casi un siglo, en el que floreció el comercio y la cultura. Sin embargo, las Guerras napoleónicas acabarían temporalmente con este gobierno. Napoleón Bonaparte depuso al gobierno en Neuchâtel nombrado por Federico Guillermo III de Prusia el 15 de diciembre de 1805 y, en base al Tratado de Schönbrunn, nombró a su mariscal Louis Alexandre Berthier como nuevo príncipe. A diferencia de otros estados títeres instalados por Napoleón, Louis Alexandre asumió como príncipe soberano, teniendo sus sucesores derechos hereditarios sobre la colonia. Berthier se mantuvo alejado a la colonia y delegó sus poderes en François-Victor Lesperut. Las tropas de Neuchâtel incorporadas en la Grande Armée napoleónica fueron conocidos como canaris («canarios») por el color amarillo de sus uniformes.

### Unión con Suiza
Tras la derrota de Napoleón, el Congreso de Viena de 1814 confirmó la independencia de la Confederación Suiza (que había sido reemplazada por la República Helvética y otros estados menores) y la incorporación de Neuchâtel a esta, aunque manteniendo la unión personal de Prusia con el principado. El Consejo de Estado del principado creó un especial Batallón de Cazadores al servicio de Federico Guillermo III para mostrar su fidelidad; Federico Guillermo, a su vez, fundó en París el Bataillon des Tirailleurs de la Garde, cuya composición sería definida por el Consejo de Estado de Neuchâtel, a excepción de su comandante, electo directamente por el soberano.
Neuchâtel quedó así en una situación especial dentro de Suiza, siendo el único cantón gobernado por una monarquía. Las influencias republicanas de los cantones vecinos, además del impacto de las revoluciones francesas de 1830, propiciaron el conflicto en Neuchâtel entre pro-prusianos y pro-republicanos. Estos últimos, en el contexto de las revoluciones de 1848, protagonizaron un golpe de Estado y establecieron un gobierno provisional, que cambió la bandera del país por una tricolor verde-blanca-roja y la cruz suiza en el extremo superior derecho. Ese mismo año, Suiza estableció una nueva constitución que la convirtió en una federación, con Neuchâtel como miembro pleno.
El rey Federico Guillermo IV de Prusia respondió con una contrarrevolución en 1856 que dio inicio a la llamada Crisis de Neuchâtel. El conflicto estuvo a pasos de iniciar una guerra civil en Neuchâtel y a la que se sumarían Suiza y Prusia, hasta que finalmente el rey decidió renunciar a su pretensión en 1857.

## Gobernantes

### Casa de Neuchâtel (1034-1395)
- 1040-1070 : Ulrico I de Neuchâtel

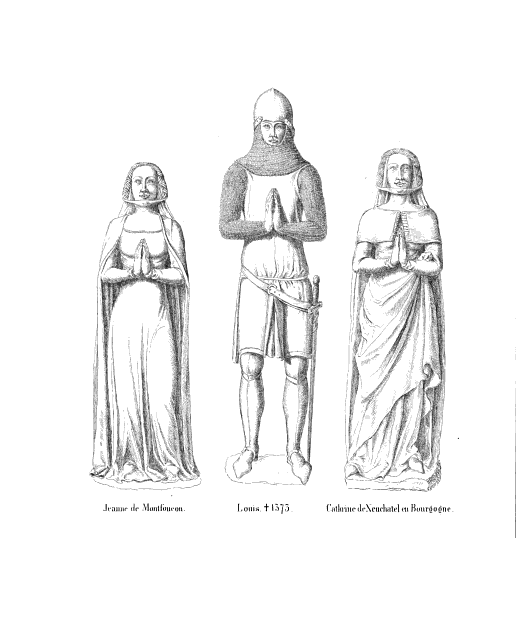
Dibujo de la estatua de la tumba de Luis I de Neuchâtel (al centro) junto a Juana de Monfalcone (izquierda) y Catalina de Neuchâtel-Urtières (derecha)

- 1070-1144 : Mangold I de Neuchâtel, hijo del anterior.
- 1144-1148 : Rodolfo I de Neuchâtel, hijo del anterior.
- 1148-1191 : Ulrico II de Neuchâtel, hijo del anterior.
- 1191-1196 : Rodolfo II de Neuchâtel, hijo del anterior.
- 1191-1225 : Ulrico III de Neuchâtel, hermano del anterior.
- 1196-1259 : Bertoldo I de Neuchâtel, hijo de Rodolfo II.
- 1259-1263 : Rodolfo III de Neuchâtel, hijo del anterior.
- 1263-1278 : Ulrico IV de Neuchâtel, hijo del anterior.
- 1263-1283 : Enrique de Neuchâtel, hijo del anterior.
- 1283-1288 : Amadeo I de Neuchâtel, hermano del anterior.
- 1288-1343 : Rodolfo IV de Neuchâtel, hijo del anterior.
- 1343-1373 : Luis I de Neuchâtel, hijo del anterior.
- 1373-1395 : Isabel de Neuchâtel, hija del anterior.

### Casa de Friburgo (1395-1457)
- 1395-1424 : Conrado IV de Friburgo, hijo de Egon III de Friburgo y Varenne Neuchâtel, hija de Luis I de Neuchâtel
- 1424-1457 : Juan de Friburgo, hijo del anterior.

### Casa de Baden-Sausenberg (1457-1503)
- 1458-1487 : Rodolfo de Hochberg, pariente de Juan de Friburgo.
- 1487-1503 : Felipe de Hochberg, hijo del anterior.
- 1503-1504 : Juana de Hochberg, hija del anterior.

### Casa de Orleans-Longueville (1504-1707)
- 1504-1516 : Luis de Orleans-Longueville, esposo de Juana de Hochberg.
- 1516-1543 : Juana de Hochberg, viuda de Luis.
- 1543-1551 : Francisco de Orleans-Longueville, hijo de los anteriores, bajo tutela de su abuelo materno, el duque Claudio I de Guisa y el cardenal de Lorena, Carlos de Guisa.[3]
- 1551 : Crisis sucesoria, resuelta por el Tribunale de los Tres Estados.
- 1552-1557 : cogobierno de León de Orleans-Longueville (bajo tutela de su madre Jacqueline de Rohan) y Jacobo de Saboya, primo de Francisco.
- 1557-1573 : León de Orleans-Longueville
- 1573-1595 : Enrique I de Orléans-Longueville, hijo del anterior, bajo tutela de su madre María II de Saint-Pol.
- 1595-1601 : Enrique II de Orleans-Longueville, hijo del anterior, bajo tutela de su abuela María II de Saint-Pol.
- 1601-1617 : Enrique II de Orleans-Longueville, bajo tutela de su madre Catalina Gonzaga.
- 1617-1663 : Enrique II de Orleans-Longueville.
- 1663-1668 : cogobierno de los hermanos Juan Luis Carlos y Carlos París de Orleans Longueville, hijos del anterior, bajo regencia de su madre Ana Genoveva de Borbón-Condé.[3]
- 1668-1672 : Carlos París de Orleans Longueville.
- 1672-1674 : Interregno. Crisis de tutelaje entre María de Nemours y Ana Genoveva de Borbón-Condé, fallada a favor de esta última por el Tribunal de los Tres Estados.[3]
- 1674-1679 : Juan Luis Carlos de Orleans-Longueville, bajo tutela de su madre, Ana Genoveva de Borbón-Condé.
- 1679-1682 : Juan Luis Carlos de Orleans-Longueville, bajo tutela de su hermanastra, María de Nemours.
- 1682-1694 : Juan Luis Carlos de Orleans-Longueville, bajo tutela del príncipe de Condé y duque de Borbón, Luis III de Borbón-Condé.
- 1694 : Crisis sucesoria entre María de Nemours y Francisco Luis de Borbón-Conti, fallada a favor de Maria por el Tribunal de los Tres Estados.[3]
- 1694-1707 : María de Nemours, hija de Enrique II.

### Casa de Hohenzollern (1707-1857)
- 1707-1713 : Federico I de Prusia, hijo del anterior.
- 1713-1740 : Federico Guillermo I de Prusia, hijo del anterior.
- 1740-1786 : Federico II de Prusia, hijo del anterior.
- 1786-1797 : Federico Guillermo II de Prusia, sobrino del anterior.
- 1797-1805 : Federico Guillermo III de Prusia, hijo del anterior.
- 1806-1815 : Louis Alexandre Berthier (bajo dominación napoleónica).
- 1815-1840 : Federico Guillermo III de Prusia.
- 1840-1848 : Federico Guillermo IV de Prusia (renuncia oficialmente en 1857).